# Деніел Ґрінберґ (педагог)

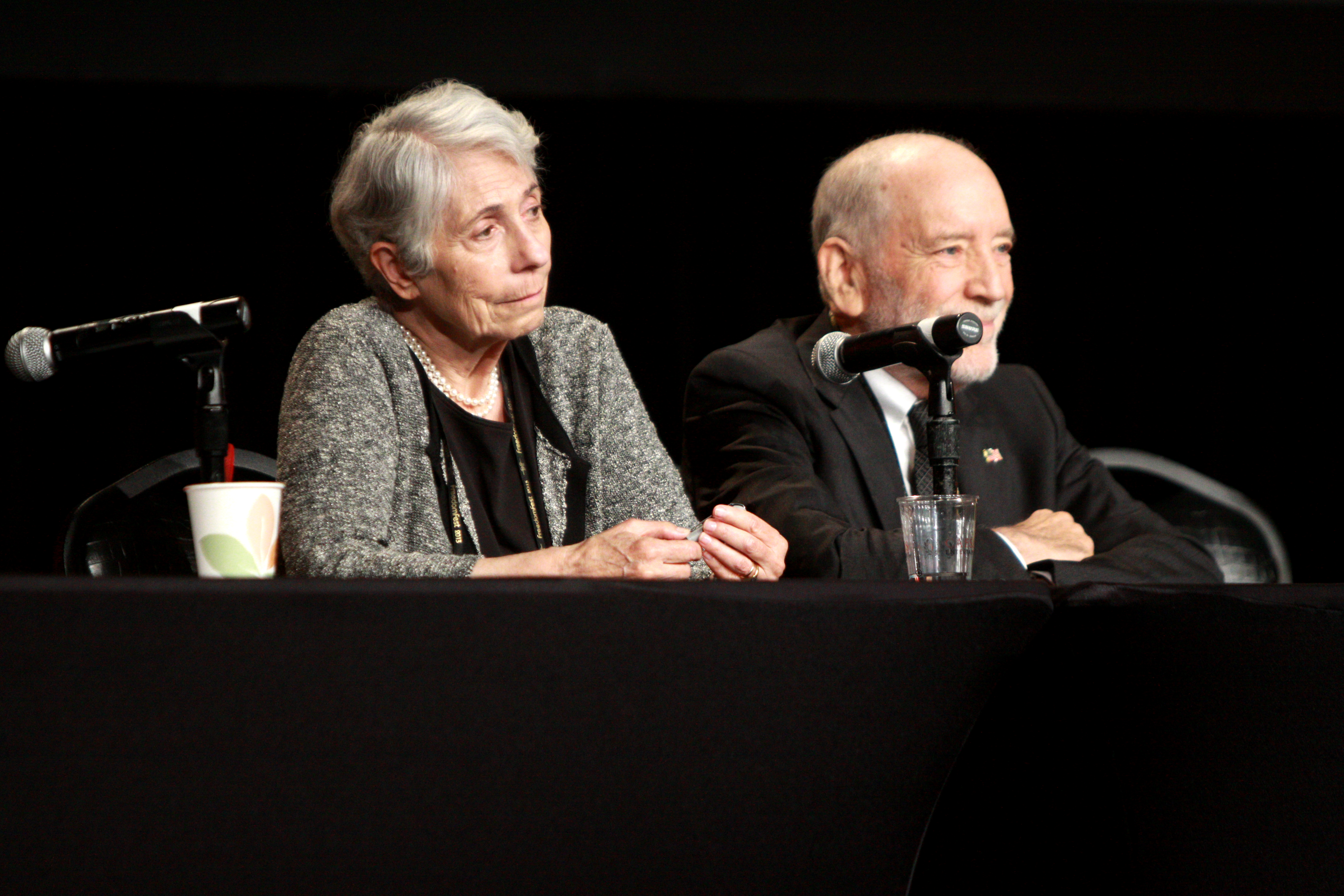
Деніел Ґрінберґ з його дружиною Ганною

Деніел А. Ґрінберґ, також Деніел А. Грінберг (28 вересня 1934 р. — 2 грудня 2021 р.) — був одним із засновників школи Долини Садбері та професором фізики в Колумбійському університеті і опублікував кілька книг про її модель. Опікун школи Пітер Ґрей описав його як «головний філософ серед співзасновників», а Лоїс Гольцман як «головний філософський письменник школи».

## Публікації

### Книги
- 1964, Anaxagoras and the Birth of Physics у співавторстві з Деніелом E. Ґершенсоном, OCLC 899834
- 1973, Announcing a New School: A Personal Account of the Beginnings of the Sudbury Valley School, ISBN 1-888947-11-X
- 1974, Outline of a New Philosophy, ISBN 1-888947-17-9
- 1987, Child Rearing, ISBN 1-888947-06-3
- 1988, Early lessons: some recollections of my youth and what it taught me, ISBN 1-888947-09-8
- 1991, Free at Last: The Sudbury Valley School, ISBN 1-888947-00-4
- 1992, The Sudbury Valley School Experience у співавторстві з Ганною Ґрінберґ, Майклом Ґрінберґом, Лаурою, Рансом, Мімзі Садофскі і Аланом Вайтом, ISBN 1-888947-01-2
- 1992, Legacy of Trust, Life After the Sudbury Valley School Experience у співавторстві з Мімзі Садофскі, ISBN 1-888947-04-7
- 1992, A New Look at Schools, ISBN 1-888947-03-9
- 1992, Education in America: A View from Sudbury Valley, ISBN 1-888947-07-1
- 1994, Worlds in Creation, ISBN 1-888947-10-1
- 1994, Kingdom of Childhood, Growing Up At Sudbury Valley School у співавторстві з Мімзі Садофскі та Ганною Ґрінберґ, ISBN 1-888-94702-0
- 1995, Sudbury Valley School Handbook, ISBN 1-888947-14-4
- 1998, Starting a Sudbury School: A Summary of the Experiences of Fifteen Start-Up Groups у співавторстві з Мімзі Садофскі, ISBN 1-888947-19-5
- 1999, Reflections on the Sudbury School Concept у співавторстві з Мімзі Садофскі, ISBN 1-888947-20-9
- 2000, A Clearer View: New Insights into the Sudbury School Model, ISBN 1-888947-22-5
- 2004, The Pursuit of Happiness: The Lives of Sudbury Valley Alumni у співавторстві з Мімзі Садофскі та Джейсоном Лемпкою, ISBN 1-888947-25-X
- 2008, Turning Learning Right Side Up: Putting Education Back on Track у співавторстві з Расселом Л. Аккоффом, ISBN 0-13-234649-4.
- 2016, A Place to Grow: The Culture of Sudbury Valley School, ISBN 1-888947-26-8.
- 2018, America at Risk: How Schools Undermine Our Country's Core Values, ISBN 1-888947-32-2.
- 2018, Constructing reality: The Most Creative of All the Arts.

### Розділи
- 1994, «Democratic to the Core: Life in Sudbury Valley School», у The Handbook of Alternative Education[7].

### Праці
- 1960, Theory of Allowed and Forbidden Transitions in Muon Capture Reactions. II, у співавторстві з Масато Моріта, уPhysical Review, 119, ст. 435–437.
- 1960, Theory of the Hyperfine Anomalies of Deuterium, Tritium, and Helium-3+, у співавторстві з Генрі М. Фолі, у Physical Review, 120, ст. 1684–1697.
- 1987, Idea Notebook: Teaching Justice through Experience, in Journal of Experiential Education, 10(1), ст. 46–47.

### Статті
- 1991, Learning without coercion: Sudbury Valley School уMothering[en], 58, ст. 102–105.
- 1985-1992, регулярна колонка в Middlesex News[en] про освіту в США[8].